# Лаллукка, Юха
Юха Лаллукка (фин. Juha Lallukka; род. 27 октября 1979, Коувола) — финский лыжник, участник Олимпийских игр в Ванкувере. Специалист дистанционных гонок.

## Карьера
В Кубке мира Лаллукка дебютировал в 2002 году, в марте 2005 года впервые попал в десятку лучших на этапе Кубка мира. Всего на сегодняшний день имеет на своём счету пять попаданий в десятку на этапах Кубка мира, одно в личных и четыре в командных соревнованиях. Лучшим достижением Лаллукки в общем итоговом зачёте Кубка мира является 57-е место в сезоне 2004—2005.
На Олимпиаде-2010 в Ванкувере стал 34-м в гонке на 15 км свободным ходом.
За свою карьеру принимал участие в трёх чемпионатах мира, лучший результат 6-е место в эстафете на чемпионате-2007 в японском Саппоро, в личных гонках не поднимался выше 11-го места.
Использует лыжи и ботинки производства фирмы Fischer.
В ноябре 2011 года Лаллукка был заподозрен в применении допинга после того, как в сданных им пробах (как «A», так и «B») были обнаружены следы запрещённого гормона роста. Сам лыжник факт применения допинга отрицает.